# Escut d'Espanya
L'escut d'Espanya fou aprovat per llei el 1981, quan l'actual va substituir la versió provisional que, al seu torn, havia substituït l'escut oficial de l'Espanya franquista, amb l'àguila de Sant Joan. L'escut apareix a la franja central de la bandera d'Espanya, desplaçat a l'esquerra.
Inclou les armories dels cinc regnes constituents de l'Estat espanyol, amb el distintiu afegit de la dinastia borbònica regnant, la corona que representa la monarquia constitucional i, com a suport, les Columnes d'Hèrcules (nom antic de l'estret de Gibraltar), en al·lusió a la situació geogràfica d'Espanya, a l'entrada de la Mediterrània.

## Blasonament
Escut quarterat: al primer quarter, de gules, un castell de tres torres d'or, maçonat de sable i tancat d'atzur (les armes parlants del Regne de Castella); al segon quarter, d'argent, un lleó rampant de porpra, coronat d'or i lampassat i armat de gules (les armes parlants del Regne de Lleó); al tercer quarter, d'or, quatre pals de gules (les armes de la Corona d'Aragó); al quart quarter, de gules, una cadena d'or passada en creu, en sautor i en orla carregada en abisme d'un caboixó de sinople (les armes del Regne de Navarra); gaiat curvilini a la punta i abaixat d'argent, una magrana al natural tijada i fullada de sinople i oberta de gules (les armes parlants del Regne de Granada); sobre el tot, un escussó ovalat d'atzur amb tres flors de lis d'or i la bordura de gules (les armes de la dinastia dels Borbó-Anjou).
Acompanyat de dues columnes d'argent, amb la base i el capitell d'or, somades d'una corona imperial la de la destra i d'una corona reial la de la sinistra, totes dues d'or, i envoltant les columnes una cinta de gules carregada de lletres d'or, a la de la destra la llegenda PLVS i a la de la sinistra VLTRA (del llatí plus ultra, 'més enllà'); cada columna sostinguda damunt una faixa ondada d'atzur carregada de dues cintes d'argent. Per timbre, una corona reial tancada.

## Elements i quarters de l'escut
- Els ornaments exteriors:

| Corona Reial | Timbre:       | La Corona reial simbolitza la monarquia. |
| Les columnes | Les columnes: | Las Columnes d'Hèrcules, incorporades per Carles I, flanquegen l'escut i suporten el lema «Plus Ultra» ('Més enllà'). Les columnes estan coronades per les corones imperial del Sacre Imperi Romanogermànic i reial, respectivament. |

- Els quarters:

| Regne de Castella                | Primer quarter:  | Armes del Regne de Castella.     |
| Armes del Regne de Lleó.         | Segon quarter:   | Armes del Regne de Lleó.         |
| Armes de la Corona d'Aragó       | Tercer quarter:  | Armes de la Corona d'Aragó.      |
| Armes del Regne de Navarra.      | Quart quarter:   | Armes del Regne de Navarra.      |
| Armes del Regne de Granada       | Gaiat curvilini: | Armes del Regne de Granada.      |
| Armes de la Casa de Borbó-Anjou. | Escussó:         | Armes de la Casa de Borbó-Anjou. |

## Crítiques al model oficial

Escut d'Espanya (amb les correccions suggerides per experts heraldistes).

La llei de 1981 està completada per dos Reials decrets que n'especificaven el disseny, els usos, la mida i la coloració: el Reial decret 2964/1981 de 18 de desembre, que estableix el model oficial de l'escut d'Espanya, el seu ús i la mida; i el Reial decret 2267/1982 de 3 de setembre, en el qual se n'exposa una especificació tècnica dels colors.
El disseny «oficial» de l'escut és semblant al d'un logotip. Tot hi és fixat de manera rígida: el traçat, la disposició i els colors (Espai de color LAB). Aquest enfocament ha rebut crítiques dels heraldistes per diverses raons. En principi, en el pla general, tanta rigidesa no correspon del tot als usos de l'heràldica, que considera indiferent la manera de representar un moble o un esmalt, ja que aquests són clarament identificables sense error possible. Ara bé, sobre el pla visual, els colors escollits pel decret són justament poc visibles: l'or i el gules, en particular, s'han representat respectivament per un groc fort i un vermell gairebé bordeus, massa foscos per distingir-hi clarament les figures sobreposades. El color escollit per representar el porpra és igualment criticat: el decret preconitza un color rosat que rebutgen les postures existents entre les dues tradicions de les armes del Regne de Lleó, que representen el lleó tan aviat porpra com gules (vermell).
Els heraldistes espanyols subratllen finalment diverses inconsistències relacionades amb l'estil i la rigidesa del disseny oficial, que s'allunya de la tradició heràldica peninsular. L'escut en el qual han figurat les armes utilitza així un disseny a mig camí entre el model d'escut francès, és a dir rectangular amb la vora inferior lleugerament convexa, i el model d'escut espanyol, en el qual la vora inferior és un semicercle. El gaiat curvilini a la punta de Granada és, així mateix, representat segons la tradició francesa, amb les vores superiors del gaiat formant línies lleugerament convexes, i no pronunciades, com ha estat freqüent en la tradició heràldica ibèrica. La càrrega sobre el tot, finalment, representada sota la forma d'un escussó ovalat, de vegades és considerada pels heraldistes incoherent amb el disseny general de l'escut.

## Variants institucionals
| Senat d'Espanya              | Congrés dels Diputats        | Consell d'Estat                    | Consell General del Poder Judicial | Variant de les Plaques Judicials |
| Senat                        | Congrés                      | Consell d'Estat                    | Consell General del Poder Judicial | Variant de les Plaques Judicials |
| Servei de Vigilància Duanera | Servei de Vigilància Duanera | Cos Superior d'Advocats de l'Estat | Consell General de l'Advocacia     | Consell General dels Procuradors |
| Cos Nacional de Policia      | Servei de Vigilància Duanera | Cos Superior d'Advocats de l'Estat | Consell General de l'Advocacia     | Consell General dels Procuradors |

## Escuts anteriors
| Antecedents de les Armes Reials Espanyoles |  |                 |                 |                 |                 |                             |                             |                                           |                                           |                                           |                                           |                                           |                                           |                 |                 |                 |                 |                |                |                |                |                |                |  |  |  |  |  |  |                     |                     |                     |                     |                                  |                                  |                                  |                                  |                                  |                                  |                    |                    |                    |                    |  |  |                               |                               |                               |                               |                               |                               |                               |                               |                               |                               |  |  |                    |                    |                    |                    |                    |                    |  |  |  |  |  |  |  |  |  |  |
| \| \| \| Joan II d'Aragó \| Joan II d'Aragó \| Joan II d'Aragó \| Joan II d'Aragó \| Joan II d'Aragó \| Joan II d'Aragó \| \| \| Joana Enríquez \| Joana Enríquez \| Joana Enríquez \| Joana Enríquez \| Joana Enríquez \| Joana Enríquez \| \| \| \| \| \| \| \| \| \| \| \| \| \| \| Joan II de Castella \| Joan II de Castella \| Joan II de Castella \| Joan II de Castella \| Joan II de Castella \| Joan II de Castella \| \| \| Isabel de Portugal \| Isabel de Portugal \| Isabel de Portugal \| Isabel de Portugal \| Isabel de Portugal \| Isabel de Portugal \| \| \| \| \| \| \| \| \| \| \| \| \| \| \| \| \| \| \| \| \| \| \| \| \| \| \| \| \| \| Joan II d'Aragó \| Joan II d'Aragó \| Joan II d'Aragó \| Joan II d'Aragó \| Joan II d'Aragó \| Joan II d'Aragó \| \| \| \| \| \| \| Joana Enríquez \| Joana Enríquez \| \| \| \| \| \| \| \| \| \| \| \| \| \| \| Joan II de Castella \| Joan II de Castella \| Joan II de Castella \| Joan II de Castella \| Joan II de Castella \| Joan II de Castella \| \| \| Isabel de Portugal \| Isabel de Portugal \| Isabel de Portugal \| Isabel de Portugal \| Isabel de Portugal \| Isabel de Portugal \| \| \| \| \| \| \| \| \| \| \| \| \| \| \| \| \| \| \| \| \| \| \| \| \| \| \| \| \| \| \| \| \| \| \| \| \| \| \| \| \| \| \| \| \| \| \| \| \| \| \| \| \| \| \| \| \| \| \| \| \| \| \| \| \| \| \| \| \| \| \| \| \| \| \| \| \| \| \| \| \| \| \| \| \| \| \| \| \| \| \| \| \| \| \| \| \| \| \| \| \| \| \| \| \| \| \| \| \| \| \| \| \| \| \| \| \| \| \| \| \| \| \| \| \| \| \| \| \| \| \| \| \| \| \| \| \| \| \| \| \| \| \| \| \| \| \| \| \| \| \| \| \| \| \| \| \| \| \| \| \| \| \| \| \| \| \| \| \| \| \| \| \| \| \| \| Ferran d'Aragó (el Catòlic) \| Ferran d'Aragó (el Catòlic) \| Ferran d'Aragó (el Catòlic) \| Ferran d'Aragó (el Catòlic) \| Ferran d'Aragó (el Catòlic) \| Ferran d'Aragó (el Catòlic) \| \| \| \| \| \| \| \| \| \| \| \| \| \| \| \| \| \| \| \| \| \| \| Isabel de Castella (la Catòlica) \| Isabel de Castella (la Catòlica) \| Isabel de Castella (la Catòlica) \| Isabel de Castella (la Catòlica) \| Isabel de Castella (la Catòlica) \| Isabel de Castella (la Catòlica) \| \| \| \| \| \| \| \| \| \| \| \| \| \| \| \| \| \| \| \| \| \| \| \| \| \| \| \| \| \| \| \| \| \| \| \| \| \| Ferran d'Aragó (el Catòlic) \| Ferran d'Aragó (el Catòlic) \| Ferran d'Aragó (el Catòlic) \| Ferran d'Aragó (el Catòlic) \| Ferran d'Aragó (el Catòlic) \| Ferran d'Aragó (el Catòlic) \| \| \| \| \| \| \| \| \| \| \| \| \| \| \| \| \| \| \| \| \| \| \| Isabel de Castella (la Catòlica) \| Isabel de Castella (la Catòlica) \| Isabel de Castella (la Catòlica) \| Isabel de Castella (la Catòlica) \| Isabel de Castella (la Catòlica) \| Isabel de Castella (la Catòlica) \| \| \| \| \| \| \| \| \| \| \| \| \| \| \| \| \| \| \| \| \| \| \| \| \| \| \| \| \| \| \| |  |                 |                 |                 |                 |                             |                             |                                           |                                           |                                           |                                           |                                           |                                           |                 |                 |                 |                 |                |                |                |                |                |                |  |  |  |  |  |  |                     |                     |                     |                     |                                  |                                  |                                  |                                  |                                  |                                  |                    |                    |                    |                    |  |  |                               |                               |                               |                               |                               |                               |                               |                               |                               |                               |  |  |                    |                    |                    |                    |                    |                    |  |  |  |  |  |  |  |  |  |  |
| |  | Joan II d'Aragó | Joan II d'Aragó | Joan II d'Aragó | Joan II d'Aragó | Joan II d'Aragó             | Joan II d'Aragó             |                                           |                                           | Joana Enríquez                            | Joana Enríquez                            | Joana Enríquez                            | Joana Enríquez                            | Joana Enríquez  | Joana Enríquez  |                 |                 |                |                |                |                |                |                |  |  |  |  |  |  | Joan II de Castella | Joan II de Castella | Joan II de Castella | Joan II de Castella | Joan II de Castella              | Joan II de Castella              |                                  |                                  | Isabel de Portugal               | Isabel de Portugal               | Isabel de Portugal | Isabel de Portugal | Isabel de Portugal | Isabel de Portugal |  |  |                               |                               |                               |                               |                               |                               |                               |                               |                               |                               |  |  |                    |                    |                    |                    |                    |                    |  |  |  |  |  |  |  |  |  |  |
| |  | Joan II d'Aragó | Joan II d'Aragó | Joan II d'Aragó | Joan II d'Aragó | Joan II d'Aragó             | Joan II d'Aragó             | Senyal Reial · Reis aragonesos de Sicília | Senyal Reial · Reis aragonesos de Sicília | Senyal Reial · Reis aragonesos de Sicília | Senyal Reial · Reis aragonesos de Sicília | Senyal Reial · Reis aragonesos de Sicília | Senyal Reial · Reis aragonesos de Sicília | Joana Enríquez  | Joana Enríquez  |                 |                 | Joana Enríquez | Joana Enríquez | Joana Enríquez | Joana Enríquez | Joana Enríquez | Joana Enríquez |  |  |  |  |  |  | Joan II de Castella | Joan II de Castella | Joan II de Castella | Joan II de Castella | Joan II de Castella              | Joan II de Castella              |                                  |                                  | Isabel de Portugal               | Isabel de Portugal               | Isabel de Portugal | Isabel de Portugal | Isabel de Portugal | Isabel de Portugal |  |  |                               |                               |                               |                               | Corona de Castella (segle XV) | Corona de Castella (segle XV) | Corona de Castella (segle XV) | Corona de Castella (segle XV) | Corona de Castella (segle XV) | Corona de Castella (segle XV) |  |  | Isabel de Portugal | Isabel de Portugal | Isabel de Portugal | Isabel de Portugal | Isabel de Portugal | Isabel de Portugal |  |  |  |  |  |  |  |  |  |  |
| |  |                 |                 |                 |                 |                             |                             | Senyal Reial · Reis aragonesos de Sicília | Senyal Reial · Reis aragonesos de Sicília | Senyal Reial · Reis aragonesos de Sicília | Senyal Reial · Reis aragonesos de Sicília | Senyal Reial · Reis aragonesos de Sicília | Senyal Reial · Reis aragonesos de Sicília |                 |                 |                 |                 | Joana Enríquez | Joana Enríquez | Joana Enríquez | Joana Enríquez | Joana Enríquez | Joana Enríquez |  |  |  |  |  |  |                     |                     |                     |                     |                                  |                                  |                                  |                                  |                                  |                                  |                    |                    |                    |                    |  |  |                               |                               |                               |                               | Corona de Castella (segle XV) | Corona de Castella (segle XV) | Corona de Castella (segle XV) | Corona de Castella (segle XV) | Corona de Castella (segle XV) | Corona de Castella (segle XV) |  |  | Isabel de Portugal | Isabel de Portugal | Isabel de Portugal | Isabel de Portugal | Isabel de Portugal | Isabel de Portugal |  |  |  |  |  |  |  |  |  |  |
| |  |                 |                 |                 |                 |                             |                             |                                           |                                           |                                           |                                           |                                           |                                           |                 |                 |                 |                 |                |                |                |                |                |                |  |  |  |  |  |  |                     |                     |                     |                     |                                  |                                  |                                  |                                  |                                  |                                  |                    |                    |                    |                    |  |  |                               |                               |                               |                               |                               |                               |                               |                               |                               |                               |  |  |                    |                    |                    |                    |                    |                    |  |  |  |  |  |  |  |  |  |  |
| |  |                 |                 |                 |                 | Ferran d'Aragó (el Catòlic) | Ferran d'Aragó (el Catòlic) | Ferran d'Aragó (el Catòlic)               | Ferran d'Aragó (el Catòlic)               | Ferran d'Aragó (el Catòlic)               | Ferran d'Aragó (el Catòlic)               |                                           |                                           |                 |                 |                 |                 |                |                |                |                |                |                |  |  |  |  |  |  |                     |                     |                     |                     | Isabel de Castella (la Catòlica) | Isabel de Castella (la Catòlica) | Isabel de Castella (la Catòlica) | Isabel de Castella (la Catòlica) | Isabel de Castella (la Catòlica) | Isabel de Castella (la Catòlica) |                    |                    |                    |                    |  |  |                               |                               |                               |                               |                               |                               |                               |                               |                               |                               |  |  |                    |                    |                    |                    |                    |                    |  |  |  |  |  |  |  |  |  |  |
| |  |                 |                 |                 |                 | Ferran d'Aragó (el Catòlic) | Ferran d'Aragó (el Catòlic) | Ferran d'Aragó (el Catòlic)               | Ferran d'Aragó (el Catòlic)               | Ferran d'Aragó (el Catòlic)               | Ferran d'Aragó (el Catòlic)               | Aragó i Sicília                           | Aragó i Sicília                           | Aragó i Sicília | Aragó i Sicília | Aragó i Sicília | Aragó i Sicília |                |                |                |                |                |                |  |  |  |  |  |  |                     |                     |                     |                     | Isabel de Castella (la Catòlica) | Isabel de Castella (la Catòlica) | Isabel de Castella (la Catòlica) | Isabel de Castella (la Catòlica) | Isabel de Castella (la Catòlica) | Isabel de Castella (la Catòlica) |                    |                    |                    |                    |  |  | Corona de Castella (segle XV) | Corona de Castella (segle XV) | Corona de Castella (segle XV) | Corona de Castella (segle XV) | Corona de Castella (segle XV) | Corona de Castella (segle XV) |                               |                               |                               |                               |  |  |                    |                    |                    |                    |                    |                    |  |  |  |  |  |  |  |  |  |  |

| Armories                                                              | Armories |
| --------------------------------------------------------------------- | -------- |
| - Regne de Castella - Regne de Lleó - Senyal Reial - Regne de Sicília |          |

| Armories                                                                                  | Armories |
| ----------------------------------------------------------------------------------------- | -------- |
| - Regne de Castella - Regne de Lleó - Senyal Reial - Regne de Sicília - Regne de Gharnata |          |

| Armories | Armories |
| --- | -------- |
| - Regne de Castella - Regne de Lleó - Senyal Reial - Regne de Nàpols (Armes de Jerusalem i Hongria) - Regne de Sicília |          |

| Armories | Armories |
| --- | -------- |
| - Regne de Castella - Regne de Lleó - Senyal Reial - Regne de Navarra - Regne de Nàpols (Armes de Jerusalem i Hongria) - Regne de Sicília - Regne de Gharnata |          |

| Armories                                                                                            | Armories                                                                            |
| --------------------------------------------------------------------------------------------------- | ----------------------------------------------------------------------------------- |
| - Regne de Castella - Regne de Lleó - Senyal Reial - Regne de Sicília - Regne de Gharnata - Àustria | - Borgonya (armes modernes) - Borgonya (armes antigues) - Brabant - Flandes - Tirol |

| Armories                                                                                            | Armories                                                                            |
| --------------------------------------------------------------------------------------------------- | ----------------------------------------------------------------------------------- |
| - Regne de Castella - Regne de Lleó - Senyal Reial - Regne de Sicília - Regne de Gharnata - Àustria | - Borgonya (armes modernes) - Borgonya (armes antigues) - Brabant - Flandes - Tirol |

| Armories                                                                                            | Armories                                                                                          |
| --------------------------------------------------------------------------------------------------- | ------------------------------------------------------------------------------------------------- |
| - Regne de Castella - Regne de Lleó - Senyal Reial - Regne de Sicília - Regne de Gharnata - Àustria | - Borgonya (armes modernes) - Borgonya (armes antigues) - Brabant - Flandes - Tirol (des de 1518) |

| Armories | Armories                                                                                                |
| --- | --- |
| - Regne de Castella - Regne de Lleó - Senyal Reial - Regne de Navarra - Regne de Nàpols (Armes de Jerusalem i Hongria) - Regne de Sicília - Àustria | - Borgonya (armes modernes) - Borgonya (armes antigues) - Brabant - Flandes - Tirol - Regne de Gharnata |

| Armories | Armories                                                                                                |
| --- | --- |
| - Regne de Castella - Regne de Lleó - Senyal Reial - Regne de Navarra - Regne de Nàpols (Armes de Jerusalem i Hongria) - Regne de Sicília - Àustria | - Borgonya (armes modernes) - Borgonya (armes antigues) - Brabant - Flandes - Tirol - Regne de Gharnata |

| Armories | Armories |
| --- | --- |
| - Regne de Castella - Regne de Lleó - Senyal Reial - Regne de Navarra - Regne de Nàpols (Armes de Jerusalem i Hongria) - Regne de Sicília - Regne de Gharnata - Àustria | - Borgonya (armes modernes) - Borgonya (armes antigues) - Brabant - Flandes - Tirol - Regne de França - Anglaterra |

| Armories | Armories                                                                                      |
| --- | --------------------------------------------------------------------------------------------- |
| - Regne de Castella - Regne de Lleó - Senyal Reial - Regne de Navarra - Regne de Nàpols (Armes de Jerusalem i Hongria) - Regne de Sicília - Regne de Gharnata | - Àustria - Borgonya (armes modernes) - Borgonya (armes antigues) - Brabant - Flandes - Tirol |

| Armories                                                                                             | Armories                                                                                      |
| --- | --------------------------------------------------------------------------------------------- |
| - Regne de Castella - Regne de Lleó - Portugal - Senyal Reial - Regne de Sicília - Regne de Gharnata | - Àustria - Borgonya (armes modernes) - Borgonya (armes antigues) - Brabant - Flandes - Tirol |

| Armories                                                                                  | Armories                                                                                      |
| ----------------------------------------------------------------------------------------- | --------------------------------------------------------------------------------------------- |
| - Regne de Castella - Regne de Lleó - Senyal Reial - Regne de Sicília - Regne de Gharnata | - Àustria - Borgonya (armes modernes) - Borgonya (armes antigues) - Brabant - Flandes - Tirol |

| Armories                                                                                  | Armories                                                                                      |
| ----------------------------------------------------------------------------------------- | --------------------------------------------------------------------------------------------- |
| - Regne de Castella - Regne de Lleó - Senyal Reial - Regne de Sicília - Regne de Gharnata | - Àustria - Borgonya (armes modernes) - Borgonya (armes antigues) - Brabant - Flandes - Tirol |

| Armories | Armories                                                                                        |
| --- | ----------------------------------------------------------------------------------------------- |
| - Regne de Castella - Regne de Lleó - Senyal Reial - Regne de Hongria - Regne de Sicília - Àustria - Borgonya (armes modernes) - Regne de Gharnata | - Regne de Navarra - Regne de Jerusalem - Borgonya (armes antigues) - Brabant - Flandes - Tirol |

| Armories                                                                                            | Armories                                                                                    |
| --------------------------------------------------------------------------------------------------- | ------------------------------------------------------------------------------------------- |
| - Regne de Castella - Regne de Lleó - Senyal Reial - Regne de Sicília - Regne de Gharnata - Àustria | - Borgonya (armes modernes) - Borgonya (armes antigues) - Brabant - Flandes - Tirol - Anjou |

| Armories | Armories                                                                                         |
| --- | ------------------------------------------------------------------------------------------------ |
| - Regne de Castella - Regne de Lleó - Senyal Reial - Regne de Sicília - Regne de Gharnata - Àustria - Borgonya (armes modernes) | - Parma-Farnese - Toscana-Mèdici - Borgonya (armes antigues) - Brabant - Flandes - Tirol - Anjou |

| Escuts reials: Regne d'Espanya i de les Índies (invasió francesa)                                                                              |                   | |
| Escut | Anys i titular    | Detalls |
| Josep I · Josep I | Josep I 1808-1813 | \| Armories \| Armories \| \| ---------------------------------------------------------------------------------------------------------------------------------------------- \| -------- \| \| - Regne de Castella - Regne de Lleó - Senyal Reial - Regne de Navarra - Regne de Gharnata - Emblema de les Índies - L'àguila imperial francesa \| \| Altres elements Corona reial tancada de vuit diademes, el mantell reial, dos ceptres, la Legió d'Honor i el Toisó d'Or Armes abreujades |
| Armories |                   | |
| - Regne de Castella - Regne de Lleó - Senyal Reial - Regne de Navarra - Regne de Gharnata - Emblema de les Índies - L'àguila imperial francesa |                   | |

| Escuts reials: Regne d'Espanya                                                                                                   | | |
| Escut | Anys i titular | Detalls |
| Carles III · Carles III | Ferran VII (restaurat) 1813-1833 Isabel II 1833-1868 (També usat com a armes personals per) Alfons XII 1874-1885 Alfons XIII 1886-1931 | \| Armories \| Armories \| \| -------------------------------------------------------------------------------------------------------------------------------- \| ------------------------------------------------------------------------------------------------ \| \| - Regne de Castella - Regne de Lleó - Senyal Reial - Regne de Sicília - Regne de Gharnata - Àustria - Borgonya ((armes modernes) \| - Parma-Farnese - Toscana-Mèdici - Borgonya (armes antigues) - Brabant - Flandes - Tirol - Anjou \| Altres elements Corona reial tancada de vuit diademes i el Toisó d'Or Armes abreujades |
| Armories | | |
| - Regne de Castella - Regne de Lleó - Senyal Reial - Regne de Sicília - Regne de Gharnata - Àustria - Borgonya ((armes modernes) | - Parma-Farnese - Toscana-Mèdici - Borgonya (armes antigues) - Brabant - Flandes - Tirol - Anjou                                       | |

| Armories | Armories |
| --- | -------- |
| - Regne de Castella - Regne de Lleó - Senyal Reial - Regne de Navarra (retirada la maragda) - Regne de Gharnata |          |

| Armories                                                                                                   | Armories |
| --- | -------- |
| - Regne de Castella - Regne de Lleó - Senyal Reial - Regne de Navarra - Regne de Gharnata - Casa de Savoia |          |

| Armories | Armories |
| --- | -------- |
| - Regne de Castella - Regne de Lleó - Senyal Reial - Regne de Navarra (retirada la maragda) - Regne de Gharnata |          |

| Armories | Armories |
| --- | -------- |
| - Regne de Castella - Regne de Lleó - Senyal Reial - Regne de Navarra - Regne de Gharnata - Anjou (des de 1883 sovint Regne de França) |          |

| Armories | Armories |
| --- | -------- |
| - Regne de Castella - Regne de Lleó (retirada la corona del lleó) - Senyal Reial - Regne de Navarra (retirada la maragda) - Regne de Gharnata |          |

| Armories                                                                                  | Armories |
| ----------------------------------------------------------------------------------------- | -------- |
| - Regne de Castella - Regne de Lleó - Senyal Reial - Regne de Navarra - Regne de Gharnata |          |

| Armories                                                                                  | Armories |
| ----------------------------------------------------------------------------------------- | -------- |
| - Regne de Castella - Regne de Lleó - Senyal Reial - Regne de Navarra - Regne de Gharnata |          |

| Armories                                                                                  | Armories |
| ----------------------------------------------------------------------------------------- | -------- |
| - Regne de Castella - Regne de Lleó - Senyal Reial - Regne de Navarra - Regne de Gharnata |          |